# Irby in the Marsh
Irby in the Marsh – wieś w Anglii, w hrabstwie Lincolnshire. Leży 50 km na wschód od Lincoln i 184 km na północ od Londynu.